# Ustawa o księgach wieczystych i hipotece
Ustawa z dnia 6 lipca 1982 r. o księgach wieczystych i hipotece – polska ustawa uchwalona przez Sejm PRL, regulująca kwestie prawne związane z księgami wieczystymi i hipoteką.

## Zakres regulacji
Ustawa określa:
- zasady systemu ksiąg wieczystych (w tym rękojmi wiary publicznej ksiąg wieczystych)
- prawa podmiotowe ujawniane w księdze wieczystej
- zasady prowadzenia ksiąg wieczystych (w tym strukturę ksiąg i tryb dokonywania wpisu do księgi)
- zasady funkcjonowania Centralnej Informacji Ksiąg Wieczystych
- treść i zasady ustanawianiania hipoteki
- zasady przenoszenia wierzytelności hipotecznej
- zakres obciążenia hipoteką
- zasady ochrony hipoteki
- zasady wygaśnięcia hipoteki
- zasady rozporządzania opróżnionym miejscem hipotecznym
- zasady ustanawiania hipoteki przymusowej.

## Nowelizacje
Ustawę znowelizowano wielokrotnie. Ostatnia zmiana weszła w życie w 2024 roku.